# Un weekend pierdut

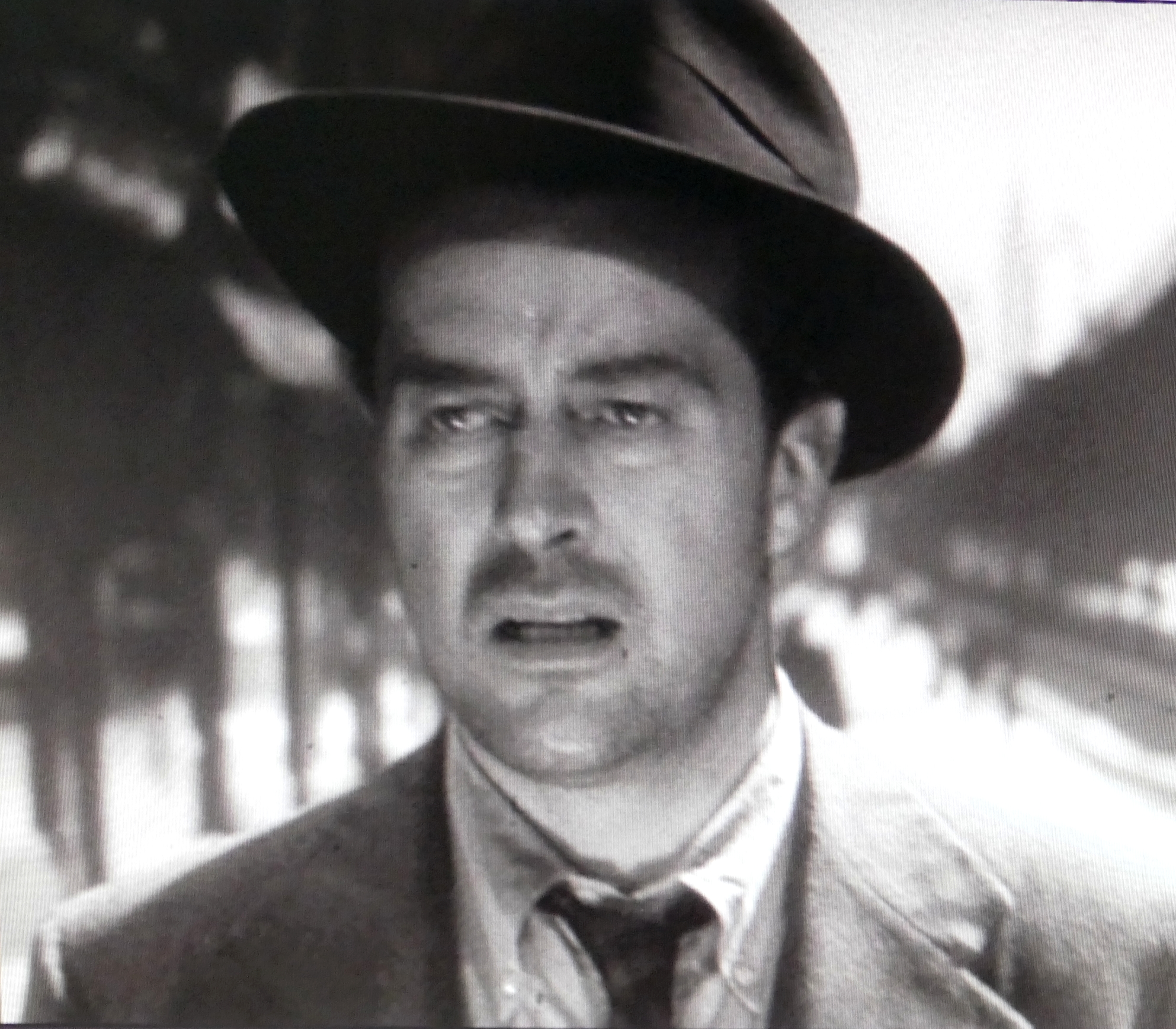
Ray Milland în Un weekend pierdut

Un weekend pierdut (engleză: The Lost Weekend) (1945) este un film noir dramatic american regizat de Billy Wilder cu Ray Milland și Jane Wyman în rolurile principale.
Filmul este bazat pe romanul omonim din 1944 de Charles R. Jackson despre un scriitor alcoolic. Filmul a fost nominalizat la șapte Premii Oscar și a câștigat patru: cel mai bun film, cel mai bun regizor, cel mai bun actor și cel mai bun scenariu adaptat.
În 2011, filmul Un weekend pierdut  a fost inclus în Registrul Național de Film de către Biblioteca Congresului.

## Distribuție
- Ray Milland ca Don Birnam
- Jane Wyman ca Helen St. James
- Phillip Terry ca Wick Birnam
- Howard Da Silva ca Nat
- Doris Dowling ca Gloria
- Frank Faylen ca 'Bim' Nolan
- Mary Young as Mrs. Deveridge
- Anita Sharp-Bolster ca Mrs. Foley (menționată ca Anita Bolster)
- Lilian Fontaine ca Mrs. St. James
- Frank Orth ca administratorul camerei cu haine ale spectatorilor de la operă
- Lewis L. Russell ca Mr. St. James